# خسوس ارس
خسوس ارس (انگلیسی: Jesús Ares؛ زادهٔ ۲۰ نوامبر ۱۹۳۳) بازیکن فوتبال اهل اسپانیا است.
از باشگاه‌هایی که در آن بازی کرده‌است می‌توان به باشگاه فوتبال سلتاویگو و باشگاه فوتبال اتلتیکو مادرید اشاره کرد.